# Ліон Фейхтванґер
Ліо́н Фейхтванґер (нім. Lion Feuchtwanger) (нар. 7 липня 1884, Мюнхен — пом. 21 грудня 1958, Лос-Анджелес) — німецький письменник єврейського походження.

## Життєпис
Народився в заможній єврейській родині. Здобув гуманітарну освіту в гімназії, потім у Мюнхенському та Берлінському університетах. Вивчав німецьку філологію, філософію, санскрит. Наприкінці 1900-х років Фейхтванґер працював театральним критиком, перекладав і обробляв трагедії Есхіла, К. Марло, комедії Аристофана.
Початок літературної діяльності Фейхтванґера відноситься до 1901 року: книга «Самотні», у якій було два оповідання, філологічні дослідження, театральні рецензії. У 1905—1907 роках Фейхтванґер написав два томи «Маленьких драм» і роман «Глиняний бог» (1910).
У 1908 році Фейхтванґер заснував літературний журнал «Шпігель», який служив «розвиткові революційних тенденцій» у Німеччині. У 1914 році Фейхтванґер пішов на фронт, але незабаром його демобілізували за станом здоров'я. Антивоєнні погляди письменник висловив у вірші «Пісня полеглих» (1915), у п'єсі «Військовополонені» (1915) і в п'єсі «Мир» (1918). У роки війни багато працював над п'єсою «Воррен Гастінгс» (1916) і начерками роману «Єврей Зюсс» (1918). У листопаді 1918 року письменник став свідком революції в Баварії. Усе пережите й побачене автор відобразив у драматичному романі «Тисяча дев'ятсот вісімнадцятий рік» (1920). У 1922 році Фейхтванґер у співавторстві з Б. Брехтом опублікував п'єсу «Едуард ІІ».
Другий роман Фейхтванґера — «Єврей Зюсс» (написаний між 1920/1922). Події, описані в романі, відбуваються в першій половині 18 століття. Автора приваблювала насамперед наявність у людей прагнення до переходу в інший стан. Такими якостями володіє головний герой роману — процвітаючий фінансист Йозеф Зюсс Оппенгеймер. «Єврей Зюсс» — улюблений роман письменника, однак для нього довго не знаходилося видавця, і тому третій роман Фейхтванґера — «Потворна герцогиня» (1923), дія якого відноситься до 14 ст., вийшов раніше, був добре прийнятий критиками й відкрив шлях «Євреєві Зюссу». 2 листопада 1927 року в газеті «Берлінер Тагеблатт» Фейхтванґер опублікував статтю «Стан справ у літературі», у якій ішлося про післявоєнну німецьку літературу. Ця стаття — своєрідний маніфест письменника-реаліста, і лише в другу чергу літературний аналіз.
Фейхтванґер був і талановитим новелістом. 1930 року в Берліні була опублікована перша збірка оповідань письменника «Синя сорочка з Ітаки». Пізніше багато його оповідань («Оповідання про фізіолога доктора Б.» (1934), «Вірний Петер» (1946), «Парі» (1946) та ін.) друкувалися в періодиці та виходили окремими книгами.
Романи трилогії «Зала очікування» («Успіх», 1930; «Родина Опперман», 1933; «Вигнання», 1939) об'єднані антифашистською тематикою: в «Успіху» описані перші кроки фашистів, «Родина Опперман» розповідає про прихід фашистів до влади, «Вигнання» розповідає про долю німецьких емігрантів.
У 1930-і роки остаточно склалася концепція «фейхтванґерівського історичного роману» — насамперед роману про сучасність. Роман «Родина Опперман», написаний у 1933 році, вийшов в Амстердамі у видавництві «Кверідо». У ньому використаний характерний прийом літератури 20 століття — розкриття трагедії суспільства через опис трагедії однієї родини.
Роман «Вигнання» вийшов у світ 1938 року в журналі «Інтернаціонале Літератур», повністю книгу видало в 1940 році видавництво «Кверідо». Тема роману — життя німецьких емігрантів у Парижі. В основу сюжету покладено реальні події, пов'язані з викраденням нацистами журналіста — емігранта Якоба.
Після приходу до влади фашистів (1933) Фейхтванґер, як і багато інших діячів культури й мистецтва, був позбавлений громадянства, його майно було конфісковано, бібліотека спалена, а голову письменника оцінили в 10 тисяч марок. Письменник втік у Францію, де в Парижі був створений Союз німецьких письменників під головуванням Л. Франка. Фейхтванґер був одним з ініціаторів Паризького конгресу, увійшов у секретаріат постійного бюро Міжнародної асоціації письменників для захисту культури.
У 1932—1942 роках виходить у світ трилогія Фейхтванґера «Йосип»: романи «Юдейська війна» (1932), «Сини» (1935) і «Настане день» (1942), головний герой якої — давньоримський історик і письменник Йосип Флавій. Роман «Лже-Нерон» (1936).
З 1939 році Фейхтванґер жив у місті Санарі-Сюр-Мер (Франція), а в 1940 році він оселився в США, у передмісті Лос-Анджелеса Пасифік-Палісейдес. У 1943 році письменник узяв участь у конгресі письменників у Лос-Анджелесі, у тому ж році вийшов роман «Брати Лаутензак» (у рукописі «Чудотворець»), який продовжив серію антифашистських романів. Роман «Сімона», присвячений Другій світовій війні, побачив світ через рік, у 1944-му, англійською мовою, а у 1945 він був виданий в Амстердамі німецькою мовою.
Після війни письменник звертався винятково до історичного жанру. Основним об'єктом у його нових романах стала Велика Французька революція (1789—1794). Основою першого роману «Лиси у винограднику, або Зброя для Америки» (1947) стала ідея неподоланності прогресу, що несла із собою епоха революції. Незакінчене есе «Будинок Дездемони», або «Велич і границі історичного оповідання» присвячене природі історичного жанру. У 1948 році з'явилася п'єса Фейхтванґера «Потьмарення розумів, або Диявол у Бостоні», у якій письменник виступив проти «холодної війни»; вона викликала міжнародний резонанс. До 125-річчя з дня смерті іспанського художника Франсиско Гойї Фейхтванґер написав роман «Гойя, або Тяжкий шлях пізнання» (1951). Особливістю побудови твору є те, що кожна глава закінчується білими віршами, у рядках яких міститься ідея даної глави й своєрідний висновок з неї. У 1953 році у світ вийшов роман «Мудрість дивака, або Смерть і перетворення Жана-Жака Руссо». Роман «Іспанська балада» (або «Єврейка з Толедо») (1955) присвячений подіям 12 століття, часу хрестових походів, Реконкісти. У 1953 році Фейхтванґеру була присуджена Національна премія уряду НДР.

## Переклади українською
1. Фейхтвангер Л. Сім'я Оппенгеймів. – К., 1936. – 387 с. Переклад З. Йоффе, за ред. І. Маненка.
2. Фейхтвангер Л. Юдейська війна [Архівовано 23 травня 2018 у Wayback Machine.]. – К., 1937. – 500 с. Переклад з нім. І. Маненка.
3. Фейхтвангер Л. Сини. – К., 1938. – 456 с.
4. Фейхтвангер Л. Гойя, або Тяжкий шлях пізнання. – К., 1957. – 576 с. Переклад з нім. Ю. Бедзика і М. Овруцької.
5. Фейхтвангер Л. Успіх [Архівовано 23 травня 2018 у Wayback Machine.]. - К., 1981. - 744с. Переклад з нім. О. Синиченка.